# Anders Wahlgren (skogsvetare)

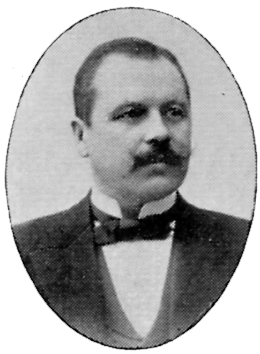
Anders Wahlgren

Anders Nils Henrik Wahlgren, född 15 februari 1861 i Lund, död 7 november 1928 i Lidingö församling, Stockholms län, var en svensk skogsvetenskaplig forskare målare och tecknare.
Anders Wahlgren var son till anatomen Fredrik August Wahlgren och Clara Magdalena Lovén och från 1895 gift med Elisabeth Hallberg (1872–1955). Wahlgren blev filosofie kandidat vid Lunds universitet 1882, genomgick Danielslunds lägre skogsskola 1882 och utexaminerades från Skogsinstitutet 1883, blev extra ordinarie jägmästare 1884, var 1885–1892 extra tjänsteman i Domänstyrelsen och uppehöll under denna tid flera gånger lektorsbefattningen i naturvetenskap vid Skogsinstitutet. Han blev 1892 assistent i Örbyhus revir, 1894 föreståndare för Kolleberga skogsskola och 1901 jägmästare i Norra Roslags revir samt 1906 tillförordnad direktör för Skogsinstitutet. När detta 1915 omorganiserades till att bli Skogshögskolan, förordnades Wahlgren till dess förste rektor samt förste innehavare av högskolans professur i skogsskötsel. Efter vårterminen 1926 avgick han som professor och rektor vid Skogshögskolan.
Wahlgren anlitades för åtskilliga kommittéuppdrag, avseende den högre skogsundervisningens omorganisation (1906–1908), revision av jaktlagstiftningen (1908) och framställning av läroböcker och planschverk angående skogsvård (1912). Han var intresserad jägare och jaktvårdare och redigerade Svenska jägarförbundets nya tidskrift 1894–1907 samt verkade som djur- och landskapsmålare.
Som skogsman ägnade han sig dels åt det skogshistoriska området, dels åt själva skogsskötseln och specialiserade sig särskilt på skogsodlingsfrågor. I skogs- och jakttidskrifter publicerade han ett flertal artiklar, bland vilka kan nämnas Skogshushållningen och villebrådet (i "Skogsv. tidskr.", 1904), Hvilka erfarenheter hafva hittills vunnits beträffande främmande trädslags införande i våra skogsmarker? (i "Landtbr. akad:s handl. och tidskr.", 1912), Böra vi ej bättre taga vara på våra löfträdstillgångar? (i "Skogen", 1918), Skogen och människan i förhistorisk tid (ibid., 1919) samt Skogskultur och kvalitéproduktion (i "Sveriges skogsegareförbunds cirkulär", n:r l, 1920). År 1914 utgav han ett standardverk inom svensk skogshushållning: Skogsskötsel, handledning vid uppdragande, vård och föryngring af skog samt 1917 ett bidrag i Skogshögskolans festskrift: Historisk öfversikt af den högre skogsundervisningens utveckling i vårt land.
Wahlgren invaldes 1912 som ledamot av Lantbruksakademien och från 1913 var han vice ordförande i styrelsen för Svenska skogsvårdsföreningen.

## Konstnärskapet
Redan under sin uppväxt studerade han teckning och målning för akademiritmästaren Axel Hjalmar Lindqvist i Lund och under sin studietid vid Skogsinstitutet fick han konstnärlig utbildning av Anders Kallenberg. Under sina  studieresor i skogsvård gjorde han 1891 ett uppehåll i Bretagne och Paris där han studerade konst i kretsen av de svenska målarna och vid en skandinavisk målarskola ledd av Richard Hall. Han blev senare vän och elev till Bruno Liljefors. Han medverkade ett flertal gånger i Svenska konstnärernas förenings utställningar i Stockholm och Malmö samt Göteborgs konstförenings utställningar på Valands och Konstföreningen för södra Sverige. Separat ställde han ut i Malmö 1914. Trots sitt ordinarie arbete blev hans konstnärliga produktion omfattande och består huvudsakligen av skogslandskap, ofta med flygande fåglar, i en stil som påminner om Liljefors verk och djurstudier. Wahlgren är representerad vid bland annat Kalmar konstmuseum.
Makarna Wahlgren är begravda på Lidingö kyrkogård.